# پولادلی، آق‌دام
پولادلی (ترکی آذربایجانی: Poladlı) یک منطقهٔ مسکونی در جمهوری آرتساخ است که در استان آسکران واقع شده‌است.